# 2526 Alisary
2526 Alisary è un asteroide della fascia principale. Scoperto nel 1979, presenta un'orbita caratterizzata da un semiasse maggiore pari a 3,1391531 UA e da un'eccentricità di 0,1777216, inclinata di 3,27854° rispetto all'eclittica.
Il nome è una contrazione di Alice e Harry, nomi di battesimo rispettivamente della madre (Alice B. Loethman) e del padre (Harry R. West) dello scopritore.